# Fluorid železičitý
Fluorid železičitý je anorganická sloučenina s chemickým vzorcem FeF4.

## Historie
Fluorid železičitý byl poprvé pozorován v roce 2003 pomocí hmotnostní spektrometrie a infračervené spektroskopie.

## Příprava
Fluorid železičitý lze připravit reakcí železa s elementárním fluorem v matrici neonu a argonu při teplotě 4 K:
Fe + 2 F2 → FeF4

## Vlastnosti
Předpokládá se, že fluorid železičitý má čtvercově rovinnou nebo tetraedrickou molekulovou geometrii. Podle výpočtů by měl být stabilní v plynné fázi.